# Кретајо (Напуљ)
Кретајо је насеље у Италији у округу Напуљ, региону Кампанија.
Према процени из 2011. у насељу је живело 51 становника. Насеље се налази на надморској висини од 258 м.